# Enrique Mosca
Enrique de las Mercedes Mosca (Santa Fe, 15 de julio de 1880 - 22 de julio de 1950) fue un abogado y político argentino, que perteneció a los partidos de Unión Cívica Radical, Unión Cívica Radical Unificada y Unión Cívica Radical Antipersonalista. Fue gobernador de la Provincia de Santa Fe.

## Biografía

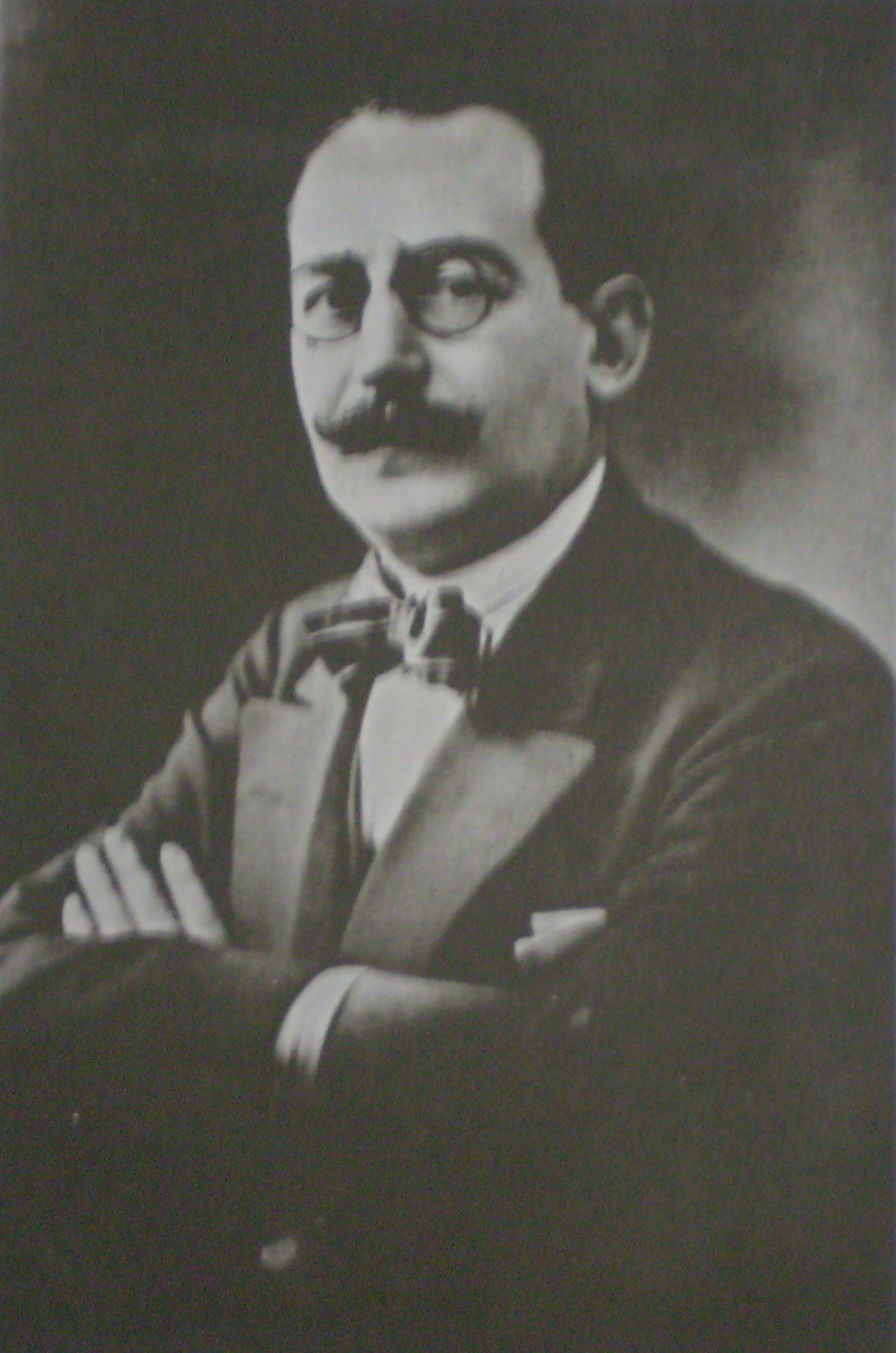
Enrique Mosca.

Realizó sus estudios secundarios en el Colegio de la Inmaculada (jesuita), y sus estudios universitarios en la Universidad Provincial de Santa Fe (luego Universidad Nacional del Litoral). Fue director del diario La Argentina de Santa Fe propiedad de su familia desde 1908.
Fue dos veces diputado nacional: entre 1918-1920, por la Unión Cívica Radical, y entre 1928-1930 por la Unión Cívica Radical Antipersonalista.
Entre 1920-1924 fue gobernador de la Provincia de Santa Fe, como candidato de Unión Cívica Radical Unificada. Anuló la reforma constitucional provincial de 1921 vetando la Constitución aprobada ese año. En ese período sucedieron importantes huelgas en las plantaciones forestales del norte de la provincia, frente a las cuales su gobierno respondió permitiendo y financiando policías privadas controladas por las empresas. Al estallar una huelga obrera en la empresa británica La Forestal Enrique Mosca firma el decreto de creación de la Gendarmería Volante, la tarea de esta fuerza parapolicial va a ser fundamentalmente reprimir a los trabajadores con su secuela de muertos y torturados que según el diario La Vanguardia fueron muertos por la fuerza paraolicial financiada por la propia empresa, que era armada y uniformada por el gobierno provincial del gobernador Enrique Mosca que años más tarde sería abogado de la empresa. Durante la represión murieron entre 500 y 600 obreros. En las elecciones santafesinas de 1924 las denuncias de fraude se suceden, fundamentalmente en los departamentos Vera y General Obligado, del norte provincial, y comprometen el lugar del Radicalismo. El PDP (Partido Demócrata Progresista impulsará con especial fuerza estas denuncias. Entretanto, con la asunción del gobernador Lehmann se crea un clima más propicio para la investigación del fraude. Especialmente cuando la Cámara de Diputados de la Nación, antes de expedirse sobre los diplomas de los diputados electos por la minoría en esas cuestionadas elecciones santafesinas, pide información al ministro de gobierno de la provincia. Finalmente la Cámara decide rechazar tras las pruebas de fraude,  a los diputados beneficiados por las irregularidades Tamburini Mosca y Cepeda, pertenecientes al Radicalismo Nacionalista, y reconocer a los diputados por el PDP (Martínez Zuviría y Carrasco) como los legítimos ganadores.
Formó parte del sector del radicalismo que a partir de 1924 formaron la Unión Cívica Radical Antipersonalista, pero volvió a la UCR a partir de 1930.
Durante el gobierno de Marcelo T. de Alvear fue primero interventor de la Provincia de Mendoza entre 1924-1926 luego del asesinato del gobernador Carlos Washington Lencinas a través del Klan Radical, una fuerza de choque paramilitar radical-yrigoyenista. Según el historiador David Rock, el Klan Radical asesinó al gobernador en diciembre de 1929.Formó parte de la UCR amtipersonalista movimiento autodenominado «antipersonalista», que cuestionaba la figura de Hipólito Yrigoyen (presidente de 1916-1922/1928-1930), a quien acusaban de «personalista» y antidemocrático y que apoyarían el derrocamiento de este en 1930.
Designado por Alvear clmopresidente del Consejo Nacional de Educación, entre 1926-1928. Entre 1928 y 1931 fue abogado de la "The Forestal Land, Timber and Railways Company Limited" fue una empresa que operó en Argentina entre 1906 y 1931, principalmente explotó casi dos millones de hectáreas de los bosques de quebracho que se alzaban en el Chaco Austral.
En 1937 fue candidato a vicepresidente por la Unión Cívica Radical acompañando a Marcelo T. de Alvear, perdiendo contra Roberto M. Ortiz. Las denuncias de fraude se suceden, fundamentalmente en los departamentos Vera y General Obligado, del norte provincial, y comprometen el lugar del Radicalismo Nacionalista como minoría. 
En 1946 volvió a ser candidato a vicepresidente por la alianza Unión Democrática, de la cual formaba parte la Unión Cívica Radical, acompañando al también radical José P. Tamborini, perdiendo contra Juan D. Perón y Hortensio Quijano.